# 津坂治男
津坂 治男（つさか はるお、1931年6月15日 - 2019年9月22日）は、日本の詩人、伝記作家。

## 人物・来歴
三重県生まれ。伊賀上野の儒者・津坂東陽の子孫。東洋大学国文科卒。1976年、詩集『石の歌』で小熊秀雄賞を受賞。津坂東陽、本居宣長門下の文人などの伝記も書いた。

## 著書
- 『大きくなったら 少年詩集』森島美穂 絵. 教育出版センター 1981
- 『月 詩集』みえ現代詩の会, 1985
- 『花が咲いたよ 津坂治男詩集 (創作文学シリーズ詩歌) 今井真利子絵. かど創房, 1988
- 『津坂東陽伝』桜楓社 1988
- 『思ひあまりて 伊勢伊賀志摩・後鈴屋門の人々』稽古舎, 1990
- 『安濃川 津坂治男詩集』土曜美術社 1991
- 『炎を抱いて駆けた人々 近世伊勢国先人の軌跡』稽古舎, 1992
- 『太陽の街 津坂治男定型詩集』風媒社, 1993
- 『魂のふるさと 私の少年詩論』稽古舎, 1994
- 『生きて還る 生の証を読む』稽古舎, 1995
- 『花に向かへば 伊勢国鈴屋群像』稽古舎, 1995
- 『ちょっと失礼! 津坂治男詩集 (創作文学シリーズ詩歌) 津田真帆 画. かど創房, 1997
- 『パラダイス 詩集』書肆青樹社, 1998
- 『津坂治男詩集』 (日本現代詩文庫) 土曜美術社出版販売, 2000
- 『鎮魂と癒しの世界 評伝・伊藤桂一』詩画工房, 2003
- 『天命 詩集』書肆青樹社, 2004
- 『風の吹く中 梅川文男の生涯』竹林館, 2006
- 『津坂東陽の生涯 生誕250年』竹林館, 2007
- 『光の階段 津坂治男詩集』竹林館, 2008
- 『押すな押すな 津坂治男少年詩集』竹林館, 2010
- 『谷川士清と日本魂』おうふう 2011
- 『そんな時代 詩集 80歳のつぶやき』土曜美術社出版販売, 2012
- 『従容 詩集』土曜美術社出版販売, 2014
- 『白い太陽 津坂治男詩集』 (ジュニア・ポエム双書 井上良子 絵. 銀の鈴社 2015

### 共著
- 『再生 津坂治男・山本倫子連詩集』書肆青樹社, 1996